# Falacer
Falacer è una divinità romana arcaica di cui si aveva ancora il ricordo in epoca repubblicana ma della quale già Varrone ignorava le caratteristiche. Al suo culto comunque era preposto un flamine minore, il Flamine Falacer, unico caso in cui l'aggettivo che lo qualifica è identico al nome del dio e non derivato da esso; inoltre era il penultimo flamine in ordine di importanza. In entrambe le citazioni di Varrone, il dio viene chiamato con l'appellativo pater. Altro dato da notare è che nel feriale non compare alcuna festività legata al dio, dato già rilevato a suo tempo dal filologo classico tedesco Kurt Latte e da lui accostatolo alle divinità Pomona e Flora, per le quali ipotizzò l'esistenza di una festività mobile nella Roma arcaica.
Secondo Georges Dumézil, le divinità a cui erano preposti i flamini minori (e quindi anche Falacer) appartengono alla cosiddetta "terza funzione", cioè all'ambito produttivo della comunità umana, e nella Roma arcaica tale ambito era essenzialmente agro-pastorale.
Curiosamente in un'iscrizione proveniente da Thamugadi (odierna Timgad) viene citato un certo Octavius Falacer flamen perpetuus, dove però il nome del dio è in questo caso un cognomen.

## Le ipotesi di Carandini
Negli ultimi anni l'archeologo Andrea Carandini ha avanzato l'ipotesi che Falacer sia la divinità patrona del Cermalus (un'altura del Palatino), insieme alla dea Pales. La coppia divina sarebbe apparsa nel patrimonio mitico locale al tempo della formazione dei primi insediamenti protourbani, all'incirca nella prima età del ferro (intorno al 900 a.C.). Nella corrispondenza tra linea temporale archeologica e saga romana operata da Carandini, il momento corrisponde a quando Numitore genera Rea Silvia. Secondo Carandini, Falacer sarebbe stato semplicemente il corrispettivo maschile della dea Pales, entrambi in origine patroni della palizzata che avrebbe circondato l'insediamento (pagus) sul Cermalus, per difendere il bestiame e gli abitanti dalle minacce esterne (incursioni di lupi e di nemici, rappresentati dal dio Fauno nel complesso mitico della Roma arcaica). Il nome di Falacer sarebbe accostabile alla falisca, un tipo di asta bellica, analogamente ad altri casi (Quirinus alla curis e Pilumnus al pilum), e che forse era un suo attributo. Una divinità analoga doveva esistere presso i Sabini, come si desume dal toponimo Falacrinae (nei pressi dell'odierna Cittareale), formatosi dal nome della divinità protettrice in modo simile a Quirinalis. L'appellativo di pater è comune ad altre divinità patrone di insediamenti specifici, come Quirinus, Semo, Indiges, Reatinus, Soranus, Pyrgensis, Curtis, Erinis (CIL, 9.3808), Turpenus (CIL, 14.2902). Il dio avrebbe poi perso d'importanza fino a scomparire di fatto, a causa della crescente influenza di Quirino, che culminò nell'assimilazione di Romolo. Carandini suppone che il santuario di Falacer e la residenza del suo flamine dovessero trovarsi sul Cermalus, in corrispondenza della Curia VII, in cima alle Scalae Caci.